# Júlio Mesquita
Júlio Mesquita é um município brasileiro do estado de São Paulo. Sua população estimada em 2004 era de 4.332 habitantes.

## História
As primeiras casas surgidas na região, onde é atualmente o município de Júlio Mesquita, foram as construídas na Fazenda Chantebled no ano de 1920. Isto se deu graças a Cia. Cafeeira do Rio Feio, que começou a devastação das matas para o plantio do café.
Após a abertura da Fazenda Chantebled, outros núcleos foram se formando na vizinhança, também para a plantação de café, como a Fazenda São João do Inhema, de propriedade de Prudente Sampaio, e a Fazenda Santa Silvia, de Horácio sabino, no ano de 1926.
Em janeiro de 1935, Porfírio Barros Cavalcante e Horácio M. Nakadaira, vendo que o plantio de algodão estava atraíndo para o centro daquela região inúmeras famílias, resolveram lotear alguns alqueires de terra para a fundação de uma cidade.
Foi inicialmente dividida em duas partes: uma delas onde predominava a cultura do algodão, recebeu o nome de "Ouro Branco"; a outra foi denominada "Mesquita", em homenagem ao preclaro jornalista e constituinte em 1891, Júlio César Ferreira de Mesquita.
Essa separação deu origem a certo bairrismo, prejudicando a vida social da cidade. Como acontece no início de toda cidade, em Mesquita foi também ereta uma capela, em honra a Nossa Senhora Aparecida, que se tornou a padroeira do município.
Com as culturas do algodão e café, Mesquita tomou um impulso e, em 1937, no Governo J.J. Cardoso Mello Neto, foi elevado a Distrito Policial no município de Cafelândia.
No dia 25 de abril de 1938, foi instalado na cidade o cartório de Registro Civil, sendo seu escrivão Marcos O. Nogueira Cobra, o qual permanece ainda nas mesmas funções. Pelo Decreto n° 9.775 de 30 de novembro de 1938, Mesquita foi elevado à categoria de Distrito da Paz.
O Distrito cresceu rapidamente, principalmente em virtude do desenvolvimento agrícola, atraindo para a região vários proprietários de terras de Marília e Cafelândia.
Porém, com a elevação dos preços dos lotes de terra foram rareando os compradores, paralisando, assim, o progresso de Mesquita, que se tornou mais uma vila residencial, com suas casas esparramadas nos vinte alqueires de de seu perímetro urbano.
Em 1940, foi instalado, pela Empresa Metropóle de Eletricidade de Mesquita, um gerador movido a carvão e óleo para a zona urbana de Mesquita.
O Distrito passou a chamar-se "Inhema", pelo Decreto-lei n° 14.334, de 30 de novembro de 1944, e foi elevado a município com o nome de Júlio Mesquita, pela Lei n° 233, de 24 de dezembro de 1948, constituindo um único Distrito de paz, do mesmo nome. Pertencente a Comarca de Cafelãndia (31ª Zona Eleitoral), é Delegacia de Polícia de 5ª classe, pertencente à 3ª Divisão Policial (Região de Bauru). Em 7-IX-1952, contava o município com 755 eleitores inscritos e 9 vereadores em exercício. A denominação local dos habitantes é "julio mesquitense"

## Demografia
Dados do Censo - 2000
População total: 4.166
- Urbana: 3.850
- Rural: 316
- Homens: 2.050
- Mulheres: 2.116

Densidade demográfica (hab./km²): 32,50
Mortalidade infantil até 1 ano (por mil): 15,20
Expectativa de vida (anos): 71,58
Taxa de fecundidade (filhos por mulher): 2,64
Taxa de alfabetização: 83,86%
Índice de Desenvolvimento Humano (IDH-M): 0,755
- IDH-M Renda: 0,660
- IDH-M Longevidade: 0,776
- IDH-M Educação: 0,828

(Fonte: IPEADATA)

## Geografia
Localiza-se a uma latitude 22º00'32" sul e a uma longitude 49º47'14" oeste, estando a uma altitude de 520 metros. Possui uma área de 128,2 km².

## Infraestrutura

### Comunicações
O sistema de telefones automáticos foi inaugurado na cidade em 1977 pela Telecomunicações de São Paulo (TELESP), que também implantou o sistema de discagem direta à distância (DDD) em 1988 com o código de área (0144). Anteriormente a cidade era atendida pela Companhia de Telecomunicações do Estado de São Paulo (COTESP).
Na década de 90 o código DDD da cidade foi alterado para (014), para padronização do sistema telefônico com a telefonia celular que estava sendo implantada em todo o estado.

## Esportes

### Futebol
A principal equipe local é o Julio Mesquita Esporte Clube, criado em 13 de janeiro de 1968.

## Religião
O Cristianismo se faz presente na cidade da seguinte forma:

### Igreja Católica
- A igreja faz parte da Diocese de Lins.[10]

### Igrejas Evangélicas
Entre as igrejas protestantes históricas, pentecostais e neopentecostais, encontram-se na cidade:
- Assembleia de Deus Ministério do Belém.[12][13]
- Congregação Cristã no Brasil.[14]